# شلسفيغ-هولشتاين-زوندربورغ-آوغوستنبورغ
شليسفيش - هولشتاين - سوندربورغ - أوغوستنبورغ فرع لأسرة أولدنبورغ استمد اسمه من صفة دوق أوغوستنبورغ الذي منحه ملك الدنمارك إلى رأس هذه الأسرة.